# 配器法
配器法，主要是研究各种管弦乐器的运用和配合方法，也可以是研究其他各种合奏乐器的配合方法。把乐曲的音响分配给各种不同的乐器，通过各种乐器的不同音色，以便充分表现乐曲的内容和风格。

配器法主要有西洋管弦乐配器、民族管弦乐配器、电声乐队配器等不同的方法，将各种乐器进行分类，研究其结构、发音原理、性能、音域、音区、音色、演奏法等，一般以音调较高的乐器演奏主旋律，而低音乐器一般负责伴奏，中音乐器则负责配合和声。负责配器的人运用特定乐器的色彩、和声和空间感，用一定乐器进行组合，来产生音乐的色彩，利用各种乐器的组合画出一幅生动的图画。
配器法应用各种乐器的适当组合，使音乐形象更为鲜明，并在音色、音量、力度、织体等方面取得平衡与对比。按旋律、副旋律、和声、对位、伴奏等不同要素来探讨乐器的各种组合方案。也有先确定主旋律的乐器，然后再加入和声乐器和打击乐器伴奏的方法。

## 腳註
1. ↑  “配器”与“编曲”的词义问题，请见改编曲的第二段。